# Certhilauda chuana
Certhilauda chuana е вид птица от семейство Чучулигови (Alaudidae).

## Разпространение
Видът е разпространен в Ботсвана и Южна Африка.